# 73984 Claudebernard
73984 Claudebernard este un asteroid din centura principală, descoperit pe 26 februarie 1998, de René Roy.